# Lassee
Lassee osztrák mezőváros Alsó-Ausztria Gänserndorfi járásában. 2020 januárjában 2869 lakosa volt. 

## Elhelyezkedése

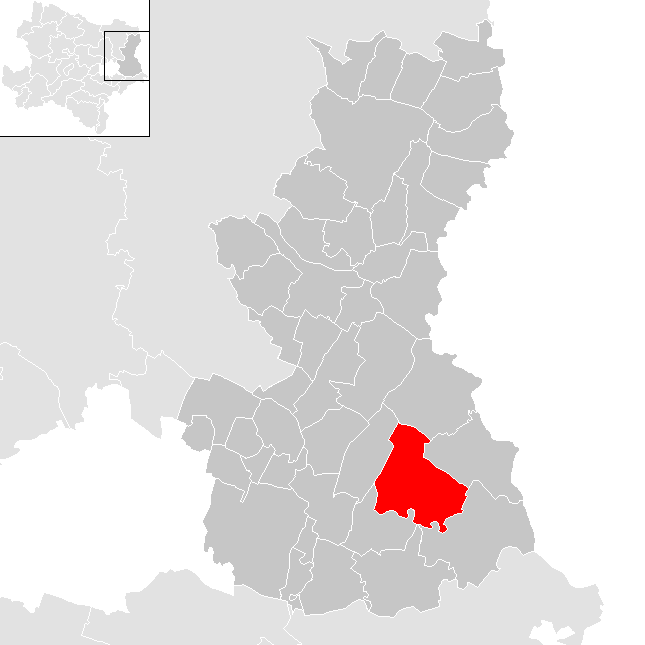
Lassee a Gänserndorfi járásban

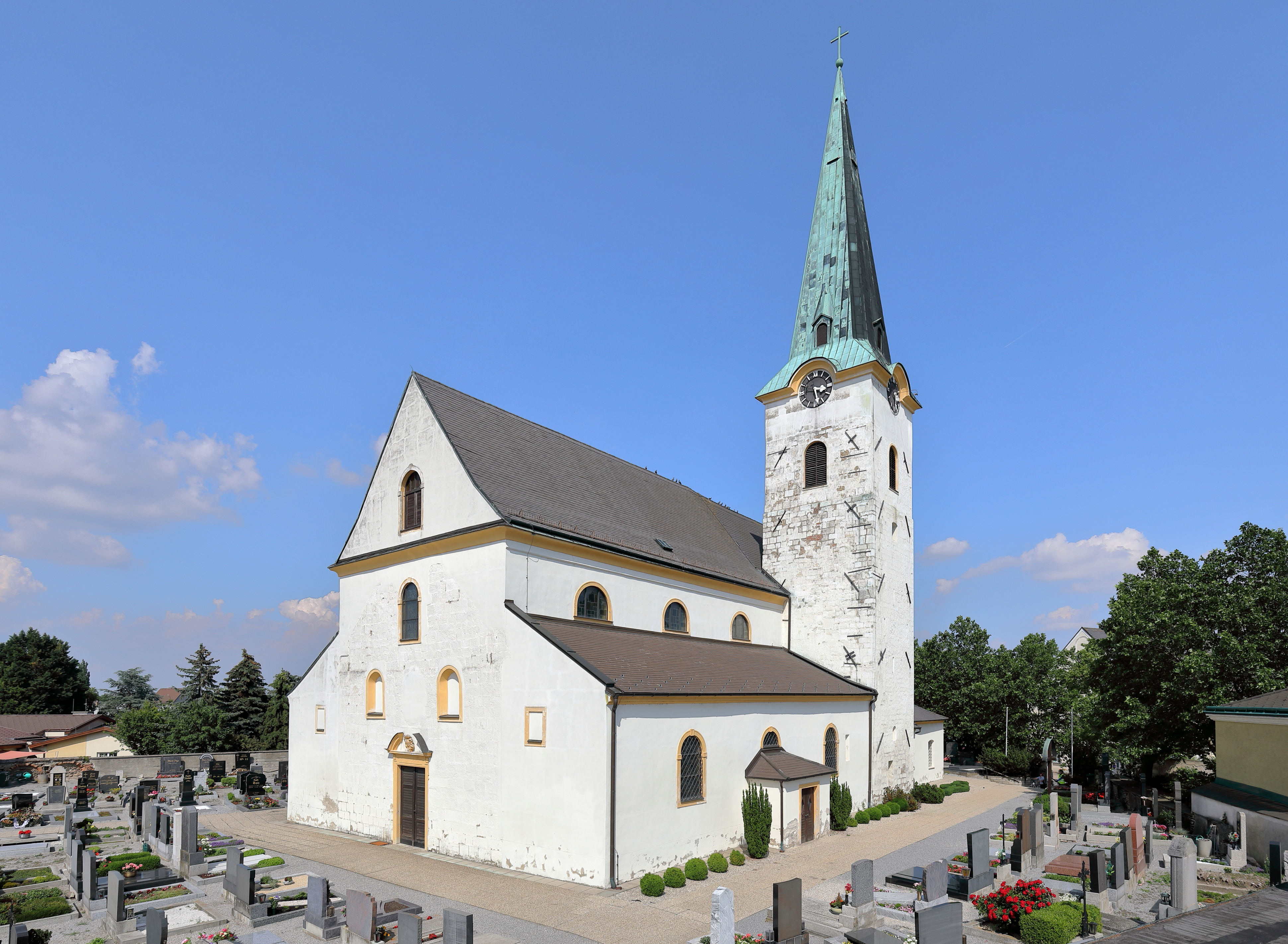
A Szt. Márton-plébániatemplom

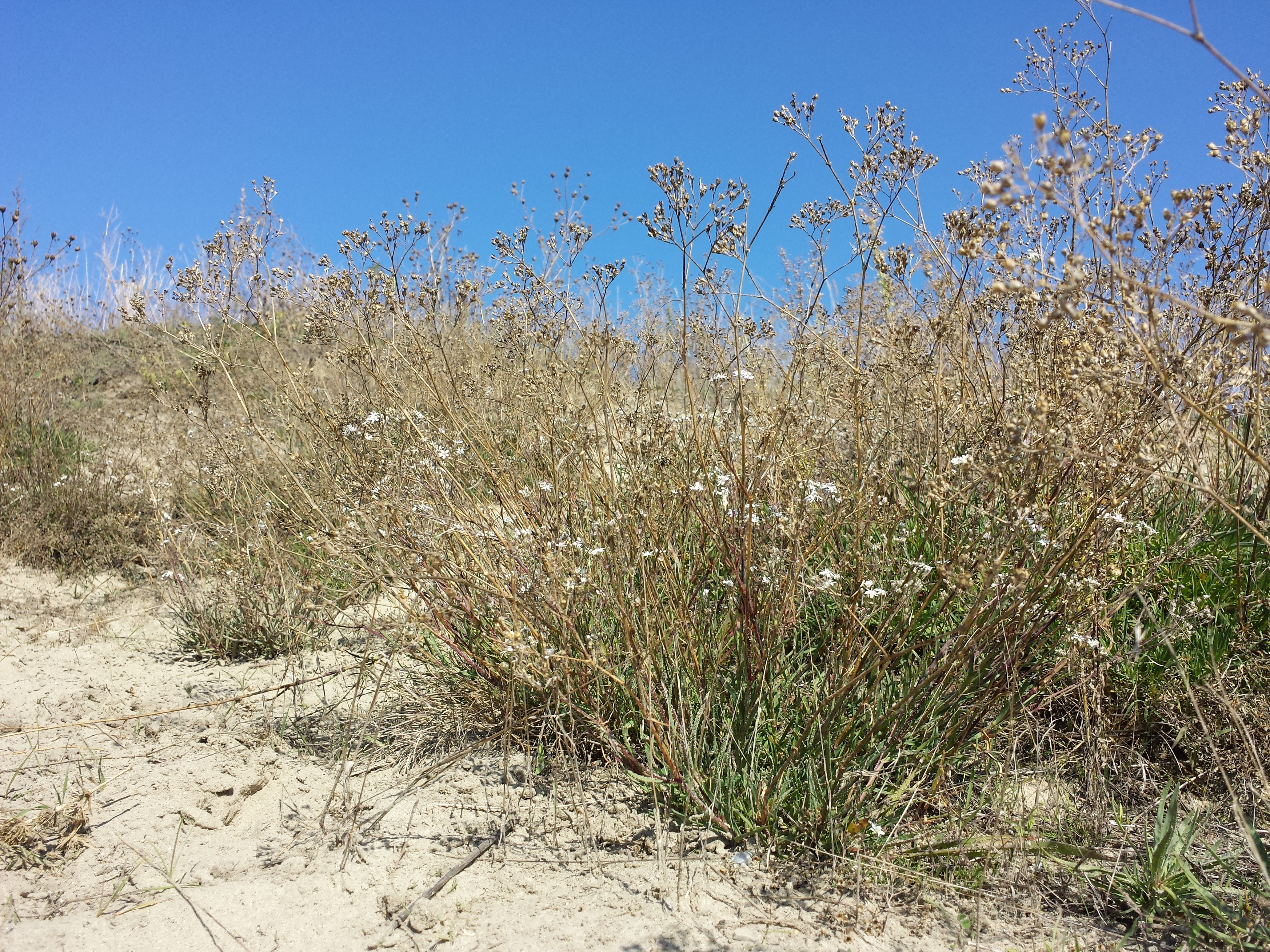
Homoki fátyolvirág a lasseei pusztagyepen

Lassee a tartomány Weinviertel régiójában fekszik a Morva-mezőn. Legfontosabb folyóvize a Stempfelbach. Szabadidőközpontjában 14 mesterséges tó található.  Területének 7,8%-a erdő, 81,4% áll mezőgazdasági művelés alatt. Az önkormányzat két települést egyesít: Lassee (2459 lakos 2020-ban) és Schönfeld im Marchfeld (410).
A környező önkormányzatok: északra Weiden an der March, keletre Marchegg, délkeletre Engelhartstetten, délre Eckartsau, délnyugatra Haringsee, nyugatra Untersiebenbrunn. 

## Története
Lasseet a 12. században alapították. 1189-ben egyházát a melki kolostor alá rendelték. Bár a birtok az apátság birtoka maradt, előbb a Babenbergek, majd a Habsburgok kezelték. Templomát fallal és árokkal erősítették meg, a lakosság a háborúk idején ide menekülhetett. 1480-ban Mátyás magyar király, 1683-ban a Bécset ostromló törökök, 1706-ban a kurucok, 1805-09-ben Napóleon franciái foglalták el a falut. 
1724-ben Lassee Szavojai Jenő birtokába került. 1822-ben a település mezővárosi kiváltságokat kapott; címere 1977-től van. 

## Lakosság
A lasseei önkormányzat területén 2020 januárjában 2869 fő élt. A lakosságszám 1981 óta gyarapodó tendenciát mutat. 2018-ban az ittlakók 87,2%-a volt osztrák állampolgár; a külföldiek közül 1,5% a régi (2004 előtti), 7,6% az új EU-tagállamokból érkezett. 3% a volt Jugoszlávia (Szlovénia és Horvátország nélkül) vagy Törökország, 0,6% egyéb országok polgára volt. 2001-ben a lakosok 81,5%-a római katolikusnak, 2,4% evangélikusnak, 6,8% mohamedánnak, 6,6% pedig felekezeten kívülinek vallotta magát. Ugyanekkor 7 magyar élt a mezővárosban; a legnagyobb nemzetiségi csoportokat a német (86,7%) mellett a szerbek (2,6%), a törökök (2,5%) és a horvátok (1,5%) alkották. 
A népesség változása:

| 2016 | 2 712 |
| 2018 | 2 765 |

## Látnivalók
- a Szt. Márton-plébániatemplom
- a Lasseer Heide természetvédelmi terület, pannon pusztagyepi és homokdűnéken élő növényritkaságokkal

## Testvértelepülések
- Briennon (Franciaország)
- Strzyżów (Lengyelország)

Lassee tagja a European Charter – Villages of Europe szövetségnek

## Fordítás
- Ez a szócikk részben vagy egészben  a   Lassee című német Wikipédia-szócikk ezen változatának fordításán alapul.  Az eredeti cikk szerkesztőit annak laptörténete sorolja fel. Ez a jelzés csupán a megfogalmazás eredetét és a szerzői jogokat jelzi, nem szolgál a cikkben szereplő információk forrásmegjelöléseként.